# Brahmayu
Brahmaiu (Mithila, siglo IV a. C.) fue un erudito y «filósofo natural»
durante el período de Gautama Buda.

## Etimología
- brahmāyu, en el sistema AITS (alfabeto internacional para la transliteración del sánscrito).[3]
- ब्रह्मायु, en escritura devanagari del sánscrito.[3]
- Pronunciación:
  - [braJmáiu] en sánscrito[3] o bien
  - [bramáiu] en varios idiomas modernos de la India (como el bengalí, el hindí, el maratí o el palí).
- Etimología: desconocida. 
 Podría estar formado por un fenómeno sandhi (unión de dos o más palabras):
  - brahman: el Todo absoluto (Dios sin forma ni personalidad)
  - āyu:
    - atraer o jalar hacia uno mismo;
    - apoderarse, tomar posesión; según el Rig-veda (texto épico-mitológico de mediados del II milenio a. C.), el Taittiríia-bráhmana y el Śatapatha-bráhmana;
    - procurar, proporcionar, producir; según el ''Taittiríia-samjita;
    - suscitar, agitar, mezclar.

## Síntesis biográfica
Según la escritura budista Brahmaiu-sutta (que forma parte del Mayima-nikaia, del siglo II), Brahmaiu tenía las 32 marcas de un «gran hombre».
Desafortunadamente, no parece haber ninguna conexión clara con los textos védicos que demuestre que este es el caso. Se requiere más investigación para dar evidencia de que las 32 marcas registradas provienen de la tradición brahmánica o védica.
Según textos budistas del siglo XX, Brahmaiu enseñó en la «Universidad de Mithila» (la Escuela de Religión y Ciencias de Mithila), pero esta existió solo entre el siglo XII y el XV.
Fue maestro en tres ramas de los Vedas. Era muy versado en la primitiva cosmología hinduista. También sabía filología y gramática del idioma sánscrito.
También se le conoce como un brahmán budista.

## Diálogos entre Brahmaiu y Gautama Buda
En el texto budista "Brahmaiu-sutta" (que forma parte del Mayima-nikaia, del II), se compuso una bella conversación entre el erudito brahmán Brahmaiu y el propio Buda.